# Oonops mckenziei
Oonops mckenziei är en spindelart som beskrevs av Willis J. Gertsch 1977. Oonops mckenziei ingår i släktet Oonops och familjen dansspindlar. Inga underarter finns listade i Catalogue of Life.